# Parafia Najświętszej Maryi Panny Pośredniczki Łask i św. Agaty w Minkowcach
Parafia pw. Najświętszej Maryi Panny Pośredniczki Łask i św. Agaty w Minkowcach – rzymskokatolicka parafia administracyjnie należąca do dekanatu Krynki, archidiecezji białostockiej, metropolii białostockiej. Erygowana 8 maja 1975 roku przez bpa Henryka Gulbinowicza. Od 9 lipca 2023 proboszczem parafii jest ks. Andrzej Bojarzyński.  

## Zasięg parafii
Do parafii należą wierni z miejscowości: Babiki, Minkowce, Miszkieniki Wielkie, Miszkieniki Małe, Usnarz Górny, Wojnowce, Zubrzyca Mała i Zubrzyca Wielka.